# سجادة اليتامى الأرمن

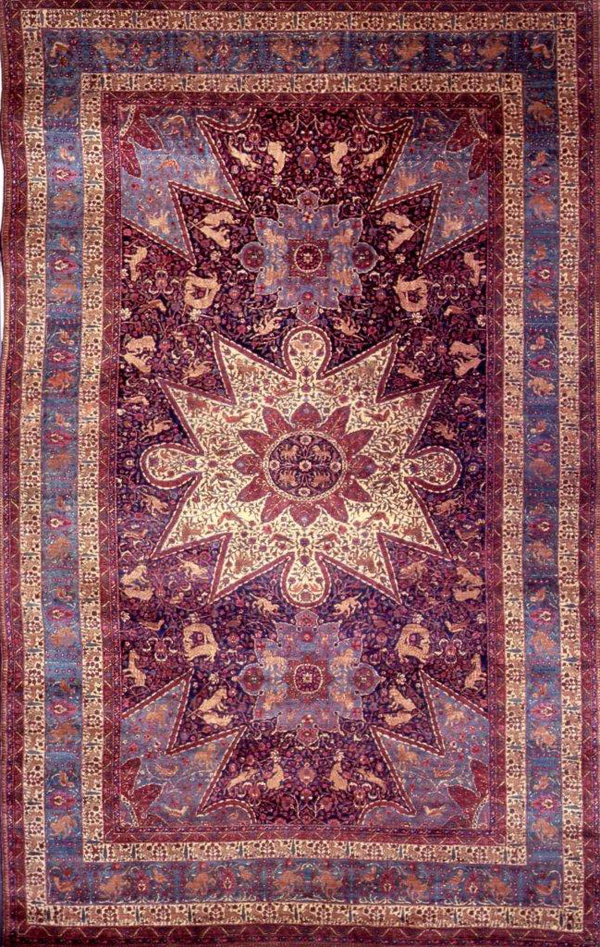
بساط اليتيم الأرمني، المعروفة أيضًا باسم سجادة غزير لليتيم

سجادة اليتامى الأرمن، والمعروفة أيضًا باسم سجادة اليتيم الأرمنية وسجادة أيتام غزير، هي سجادة على الطراز الأرمني نسجها أيتام الإبادة الجماعية للأرمن في غزير في لبنان. استغرق صنع السجادة ثمانية عشر شهرًا وتم شحنها في النهاية إلى الولايات المتحدة حيث تم تقديمها إلى الرئيس كالفين كوليدج كهدية في عام 1925. لقد أعادتها عائلة كوليدج إلى البيت الأبيض عام 1982. كان آخر عرض علني لها في نوفمبر 2014 في مركز زوار البيت الأبيض كجزء من معرض «شكرًا للولايات المتحدة: ثلاث هدايا لرؤساء امتنانًا للكرم الأمريكي في الخارج».

## التاريخ
بسبب الإبادة الجماعية للأرمن، أعيد توطين الآلاف من الأيتام واللاجئين في الشرق الأوسط ووضعوا في دور الأيتام في جميع أنحاء المنطقة. ساعدت منظمة إغاثة الشرق الأدنى، وهي منظمة إغاثة بقيادة أمريكية، مائة ألف يتيم. كان أحد أديرة الأيتام تديره منظمة الإغاثة الشرق الأدنى بغزير في لبنان وكان يأوي العديد من هؤلاء الأيتام. وفي أوائل العشرينيات من القرن الماضي، وكعربون تقدير لحمايتهم إغاثة الشرق الأدنى، نسجت أربعمائة فتاة يتيمة سجادة على مدار 18 شهرًا. كان من المفترض أن تكون هدية للولايات المتحدة، وقد تم تقديمها رسميًا إلى الرئيس كالفين كوليدج في 4 ديسمبر 1925. كُتب على ملصق على ظهر السجادة، «في القاعدة الذهبية الامتنان لكوليدج». هذه إشارة إلى حملة «القاعدة الذهبية»: في كل عام، في أول يوم أحد من شهر ديسمبر، طُلب من الناس في الولايات المتحدة تناول وجبة واحدة فقط والمساهمة بالمال الذي تم توفيره لإغاثة الشرق الأدنى.
لقد تلقى هدية السجادة تغطية وطنية في الولايات المتحدة. علق كوليدج في رسالة إلى نائب رئيس الإغاثة في الشرق الأدنى، «السجادة لها مكانة شرف في البيت الأبيض حيث ستكون رمزًا يوميًا للنوايا الحسنة على الأرض». عرض كوليدج البساط في الغرفة الزرقاء بالبيت الأبيض. وبعد انتهاء فترة رئاسته في عام 1929، تم نقل السجادة إلى منزله بنورثهامبتون في ماساتشوستس. كما وضعت السجادة في غرفة المعيشة بمنزله حتى وفاته عام 1933، وبعدها احتفظت السيدة كوليدج بها في منزلها في نورثهامبتون حتى وفاتها عام 1957. وبعد فترة من التخزين، أعادت عائلة كوليدج البساط إلى البيت الأبيض في عام 1982، من أجل تخزينها دون العرض العام.

## التصميم
تحتوي السجادة على تصميمات قد تصور مشاهد من قصة آدم وحواء. يبلغ قياس السجادة 11 قدمًا و7 بوصات في 18 قدمًا و5 بوصات (3.53 مترًا في 5.61 مترًا)، وتحتوي على أكثر من أربعة ملايين عقدة منسوجة يدويًا. وكجزء من تصميمها العام تتميز السجادة بأسود، ووحيدات ونسور، وطيور. كما يوجد في منتصف السجادة تصميم على شكل ميدالية.

## المعرض
تمت إزالة بساط الأيتام الأرمني من التخزين في 1984 و1995. وفي عام 1995، تمت إزالتها مؤقتًا من غرفة التخزين بالبيت الأبيض لعرضها على فارتوهي جالزيان، إحدى النساجات الأصليات، وعائلتها. ومع ذلك، لم يتم عرضها علنًا.
في يناير 2013، أجرى بول مايكل تايلور، مدير برنامج التاريخ الثقافي الآسيوي التابع لمؤسسة سميثسونيان، مناقشات أولية مع أمين البيت الأبيض ويليام ج. ألمان حول إمكانية عرض السجادة في سميثسونيان في 16 ديسمبر 2013، كجزء من حدث برعاية جمعية السجاد الأرمني والمؤسسة الثقافية الأرمنية، والذي سيشمل إطلاق كتاب هاكوب مارتن ديرانيان الرئيس كالفين كوليدج وسجادة الأيتام الأرمينية تم دعم الاقتراح لاحقًا برسالة موقعة من قبل مجموعة من 33 عضوًا في الكونغرس الأمريكي يؤيدون إزالة السجادة من التخزين. لكن في 12 سبتمبر، ألغى تايلور الحدث، مشيرًا إلى قرار البيت الأبيض برفض الإقراض المطلوب للسجادة كسبب.
لم يقدم البيت الأبيض تفسيرًا لتايلور لرفضه إقراض السجادة، ولم يرغب تايلور في التكهن بالسبب. لكن آخرين تكهنوا بأن قرار عدم إقراض السجادة كان خوفًا من رد فعل سلبي من تركيا. وقال عضو الكونغرس الأمريكي آدم شيف (ديمقراطي من كاليفورنيا) في مقابلة، «من الصعب بالنسبة لي الوصول إلى أي نتيجة، لكنهم لا يريدون الإساءة إلى تركيا. إذا كان هذا هو دافعهم، فهذا غير مقبول تمامًا». ربطت اللجنة الوطنية الأرمنية الأمريكية رفض إعارة السجادة بموقف الرئيس باراك أوباما من الإبادة الجماعية للأرمن، مستشهدةً برفضه الاعتراف رسميًا بالإبادة الجماعية، وعرقلة تشريعات الكونغرس للاحتفال بالحدث، ومعارضة محاميه العام للجهود في المحاكم الأمريكية للسماح للمواطنين الأمريكيين بمتابعة دعاوى الملكية في حقبة الإبادة الجماعية، وإرسال إدارته لكبار المسؤولين من أجل المشاركة في الأحداث التي نظمها منكري الإبادة الجماعية للأرمن بينما كانوا يرفضون حضور احتفالات الكونغرس للإبادة الجماعية.
في 12 نوفمبر 2013، رد البيت الأبيض على هذه المزاعم. قالت لورا لوكاس ماجنوسون، المتحدثة باسم مجلس الأمن القومي، «إن عرض السجادة لمدة نصف يوم فقط فيما يتعلق بحدث إطلاق كتاب خاص، كما هو مقترح، كان من شأنه أن يكون استخدامًا غير مناسب لممتلكات الحكومة الأمريكية، وقد كان سيتطلب من البيت الأبيض تحمل مخاطر نقل البساط للعرض العام المحدود، ولم يُنظر إليه على أنه يتناسب مع الأهمية التاريخية للسجادة». كما قال البيت الأبيض أيضًا إن قرار الاحتفاظ بالسجادة في التخزين «لا يمنع» من احتمال عرضها في وقت ما في المستقبل.
تم عرض بساط اليتيم الأرمني في مركز زوار البيت الأبيض في نوفمبر 2014 كجزء من المعرض المؤقت «شكرًا للولايات المتحدة: ثلاث هدايا لرؤساء امتنانًا للكرم الأمريكي في الخارج». عرض المعرض ثلاثة أشياء تم إهدائها لأمريكا كرد فعل للمساعدات الأمريكية بعد الكوارث الدولية: بساط الأيتام الأرمني؛ إناء فرنسي قدم للرئيس هربرت هوفر بعد الحرب العالمية الأولى؛ أزهار الكرز وخشب القرانيا اليابانية المغلفة بالأكريليك، التي مُنحت للرئيس أوباما. تم انتقاد التعليق المعروض على السجادة لتفادي ذكر الإبادة الجماعية للأرمن، وللفشل في توضيح «من هم هؤلاء الأيتام، ومن أين أتوا، ولماذا تيتموا، ومن جعلهم أيتامًا، أو ما تم فعله (أو ما لم يتم) لضبط الأمور في نصابها».

## الإرث والاعتراف
الرئيس كالفين كوليدج:
 
عضو الكونجرس فرانك بالوني:
 
عضو الكونجرس آدم شيف:
عضو الكونجرس جيم كوستا:
 
عضوة الكونغرس جودي تشو:
ناقد الفنون والعمارة في واشنطن بوست فيليب كينيكوت:

## روابط خارجية
- جدل البساط الأرمني على الإذاعة العامة الدولية (فيديو يوتيوب)
- تقرير لشبكة سي إن إن عن بساط اليتيم في البيت الأبيض (فيديو يوتيوب)
- https://www.youtube.com/watch؟v=mkQQEFsXDRg تاريخ بساط الييتم الأرمني المصنوع للبيت الأبيض عام 1925 (فيديو يوتيوب)